# Шидловський Лаврентій Іванович
Лаврентій Іванович Шидловський (Шилов) (1687 — 1743 рік) — український козацький військовий та державний діяч. З 1706 року почав служити у Харківському слобідському козацькому полку, наказний полковник (1708—1710) та полковник Харківського слобідського козацького полку (1710—1712), полковник Ізюмського слобідського козацького полку (1730—1743). Мав великі земельні володіння на Харківщині.

## Походження
Рід Шидловських (Шилових) позначений як шляхетський рід Речі Посполитої, представники якого в XVI сторіччі виїхали на службу до Московської держави. В Польщі був відомий шляхетський рід Шидловських (Szydłowscy).

## Біографія
Лаврентій Іванович з'явився на Слобідській Україні одночасно зі своїм дядьком Федором Володимировичем (полковником Ізюмським та Харківським). У 1706 році почав службу у Харківському слобідському козацькому полку. Після того, як дядько став полковником Харківського слобідського козацького полку, Лаврентій Іванович займає посаду наказного полковника (1708 рік) при ньому. 
У 1708 році під командуванням Федора Шидловського та князя Долгорукова брав участь у придушенні повстання Булавіна.
У 1709 році під командуванням князя М. І. Волконського брав участь у битвах проти війська шведського короля Карла XII під селом Пісками та під містом Веприком. У тому ж році під командуванням генерал-майора графа Шаумбурга був у битві під містом Опішня, а згодом брав участь у Полтавській битві.
У 1710 році Лаврентій Іванович стає полковником Харківського полку (1710—1712). У тому ж році відбив напад кримської орди на землі Харківського полку.
У 1711 році під командою Федора Шидловського брав участь в осаді та штурмі Новосергіївської фортеці.
Протягом 1712 року мав кілька сутичок з кримською ордою, того ж року був знятим царем Петром І з полковництва (полковником стає молдавський переселенець Прокопій Куликовський) та переведений до Ізюмського полку. Сталося це внаслідок арешту його дядька Федора Шидловського, самого Лаврентія арештовано не було, але так чи інакше опала дядька сильно зашкодила Лаврентію.
Лаврентій, як і Федір Шидловський, мав покровителем графа Апраксіна, у 1714 році, після позбавлення полковництва, служив при графі.
В 1730 році стає полковником Ізюмського слобідського козацького полку.

## Родинні зв'язки
Лаврентій Іванович Шидловський став засновником слобідсько-української старшинської, та російської шляхетської родини Шидловських. У Лаврентія був рідний брат — Григорій Іванович, який був Чугуївським воєводою.
Мав дітей Григорія та Романа.